# Kybos fontana
Kybos fontana är en insektsart som först beskrevs av Ross 1963.  Kybos fontana ingår i släktet Kybos och familjen dvärgstritar. Inga underarter finns listade i Catalogue of Life.